# Zajezdnia Kostrzyńska
Zajezdnia Kostrzyńska – zajezdnia autobusowo-tramwajowa należąca do MZK Gorzów Wielkopolski. Znajduje się przy ul. Kostrzyńskiej 46 na pograniczu dzielnic Wieprzyce i Os.Słoneczne. Zajezdnia jest również siedzibą MZK Gorzów Wielkopolski.
Obecnie na stanie ma 73 autobusy (w tym 66 niskopodłogowych, w tym także 3 przegubowe), oraz 25 wagonów tramwajowych.

## Galeria

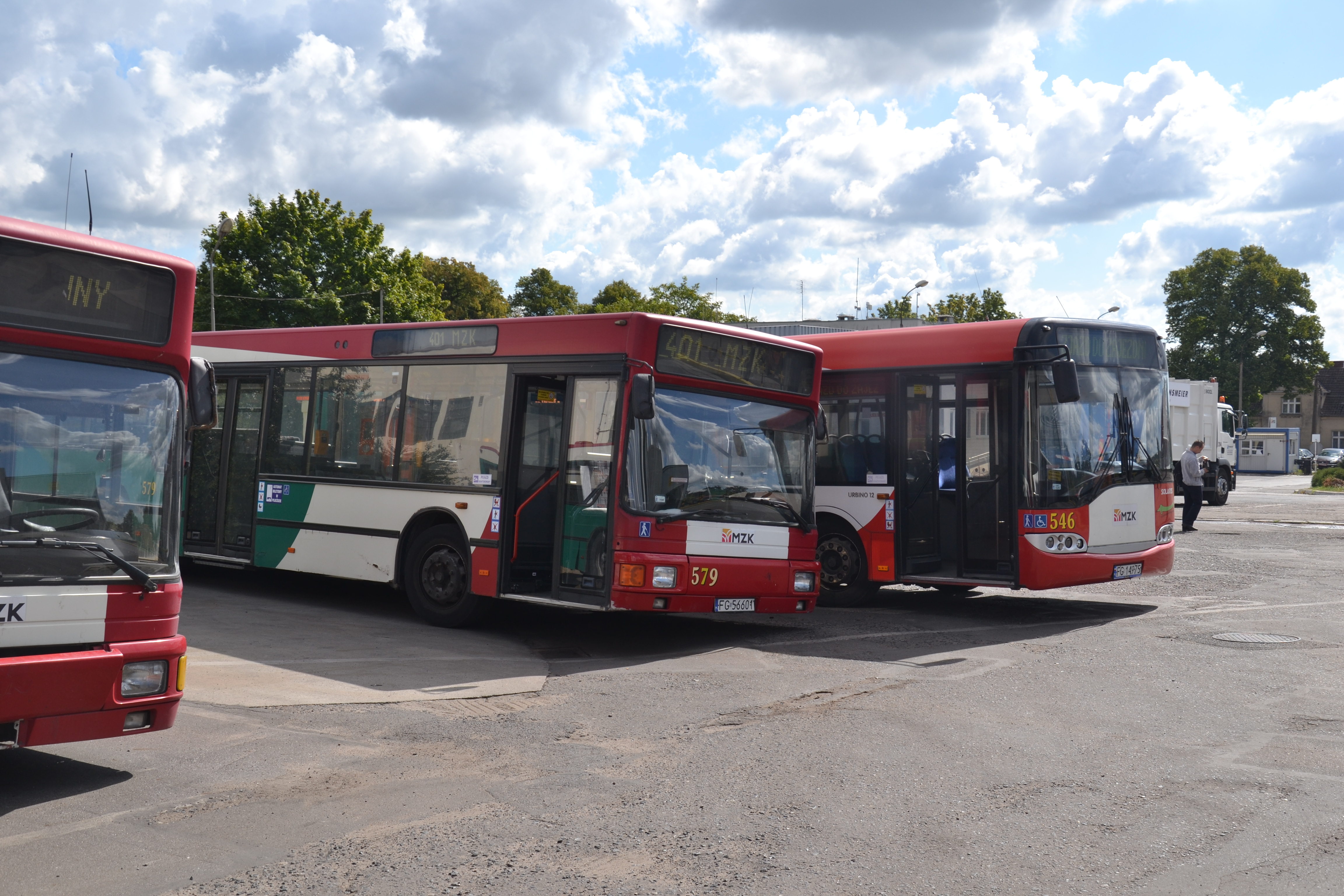
Autobusy w zajezdni
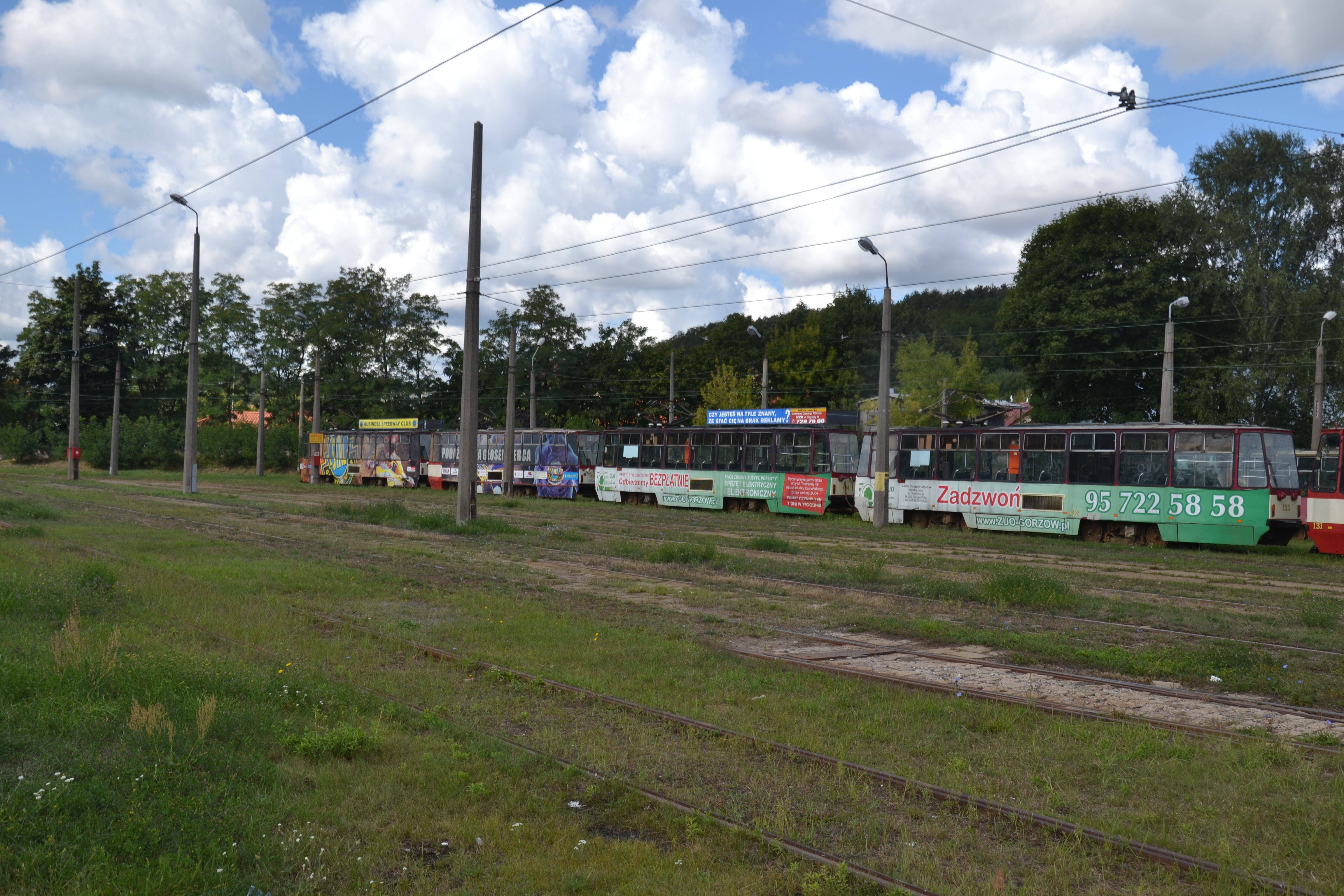
Odstawione Konstale 105Na
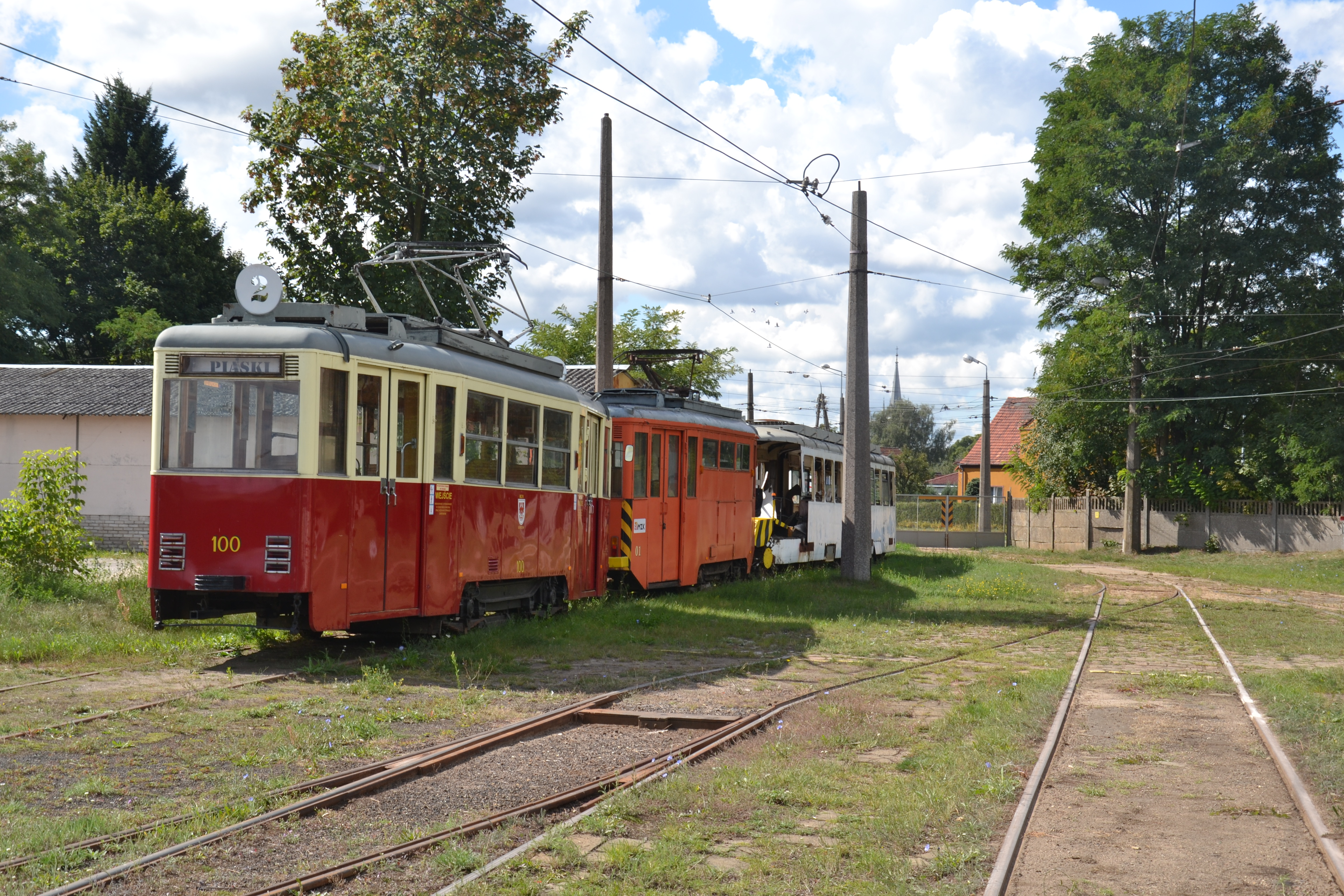
Tramwaj N
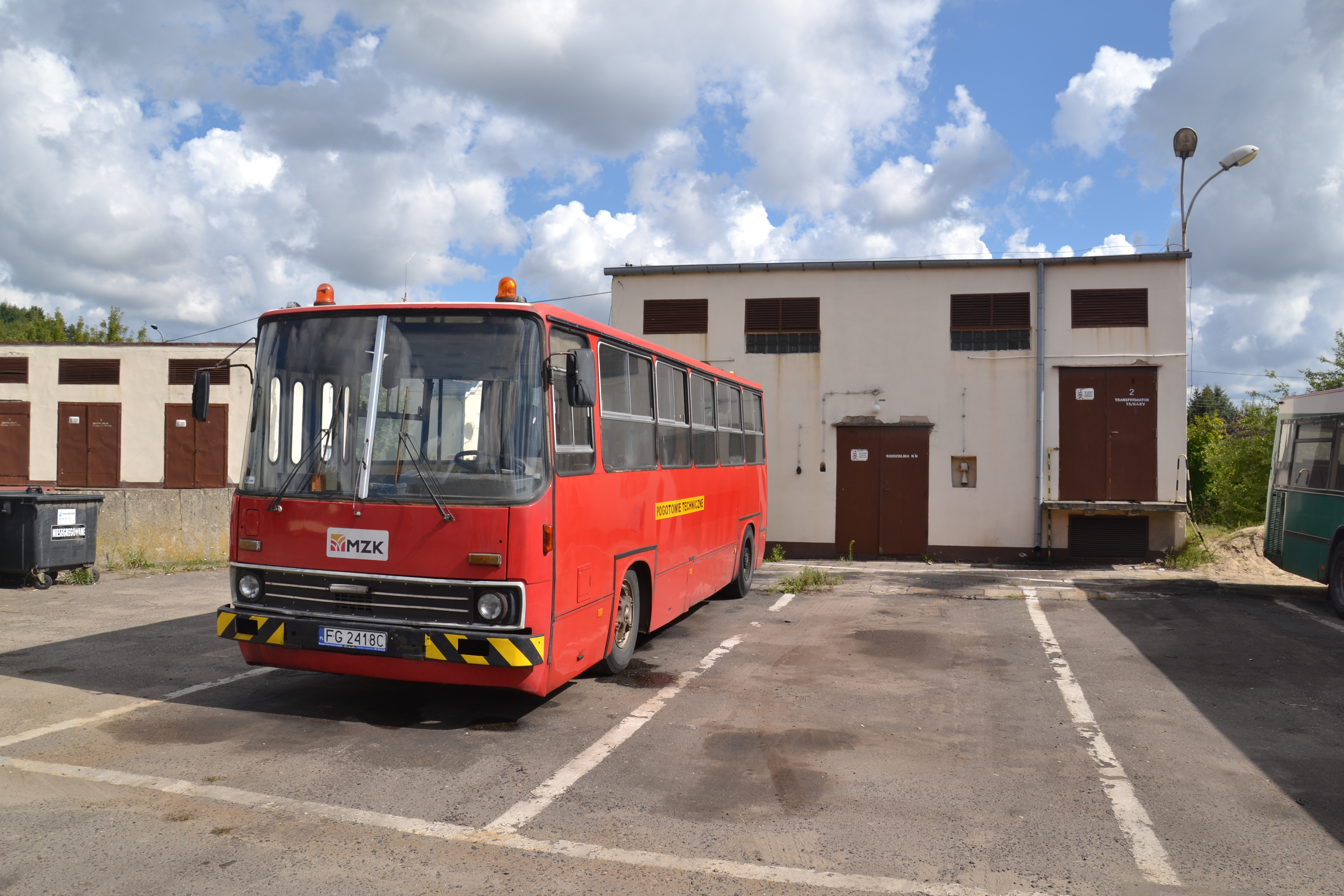
Holownik Ikarus